# Aripert II
Aripert II (również Aribert) – król Longobardów w latach 701–712. 
Był księciem Turynu i synem króla Raginperta i tym samym potomkiem bawarskiej dynastii, z tronem związany był już co najmniej od 700. Został usunięty przez Liutperta, który rządził w latach 700–702 z wyjątkiem 701, gdy Raginpert przejął tron. Po śmierci ojca również próbował objąć tron. Pokonał Liutperta i ludzi regenta Anspranda w Pawii i pojmał króla, którego później udusił w jego łóżku. Przejął stolicę i wygnał Anspranda za Alpy. W pełni uchwycił władzę w 703.
Władał nieprzerwanie do swej śmierci. Jego rządy były burzliwe. W 703 książę Spoleto Faroald II zaatakował egzarchat Rawenny, lecz Aripert odmówił mu wsparcia, gdyż zależało mu na dobrych stosunkach z papiestwem i Bizancjum. Próbował jednak zaznaczyć swój autorytet w Spoleto i Benewencie w obrębie Mezzogiorno. Pielęgnował przyjaźń z papieżem Janem VI przez ofiarowanie Stolicy Apostolskiej rozległych obszarów w Alpach Kotyjskich. Musiał jednakże radzić sobie z wieloma buntami i napadami Słoweńców na Wenecję.
W 711 Ansprand, którego wcześniej wygnał, powrócił z armią od Teodeberta księcia Bawarii. Wielu Austriaków (ludzi z Wenecji i wschodu) przyłączyło się do wracającego regenta i wywiązała się bitwa niedaleko Pawii. Aripert uciekł do stolicy przed przeciwnikami, zrabował skarbiec i próbował uciec nocą do Galii. Utonął w rzece Ticino, a Anspranda ogłoszono władcą. Był ostatnim władcą bawarskim, który nosił żelazną koronę Longobardów.